# Alessandro Banda
Alessandro Banda (Bolzano, 1963) è uno scrittore italiano.

## Biografia
Nato nel 1963 a Bolzano, vive a Merano dove è insegnante di scuola superiore. 
Laureato in lettere all'Università di Padova nel 1987, vi ha anche conseguito il dottorato di ricerca in filologia italiana nel 1992.
Ha esordito nel 2001 con il romanzo Dolcezze del rancore e in seguito ha pubblicato altre 9 opere tra narrativa e saggistica, l'ultima delle quali, Congiura, incentrata su Lucio Sergio Catilina, uscita nel 2018.

## Opere
- Dolcezze del rancore, Torino, Einaudi, 2001
- La verità sul caso Caffa, Parma, Guanda, 2003
- La città dove le donne dicono di no, Parma, Guanda, 2005
- Scusi, prof, ho sbagliato romanzo, Parma, Guanda, 2006
- Come imparare a essere niente, Parma, Guanda, 2010
- Due mondi e io vengo dall'altro, Roma-Bari, Laterza, 2012
- L'ultima estate di Catullo[6], Parma, Guanda, 2012
- Il lamento dell'insegnante[7], Milano, Guanda, 2015
- Io, Pablo e le cacciatrici di eredità, Roma, Gaffi, 2016
- Congiura, Milano, Guanda, 2018

## Premi e riconoscimenti
- Premio del Giovedì Marisa Rusconi: 2004 finalista con La verità sul caso Franz Caffa